# Côn man
Côn Man (Hán Việt: 崑蠻) là một nhóm người Chăm, Mã Lai và Che-Mạ cư ngụ tại đất Chân Lạp và Nam Bộ xưa. Trong sử Việt, sự hà hiếp người Côn Man tại Chân Lạp là lý do triều Việt đã mang quân chinh phạt Chân Lạp vào năm 1753 và kết thúc với việc vua Chân Lạp là Nặc Nguyên hiến đất hai phủ là Tầm Bôn (Tân An) và Lôi Lạt (Gò Công) để tạ tội với triều Việt.
Theo Đại Nam Thực lục Tiền biên, bản chữ Hán quyển 10 phần 16, tên Côn Man 崑蠻 được dùng vì "... nhiều người Chăm thuộc nhóm bộ lạc tù trưởng Thuận Thành đã di cư sang nước Chân Lạp, gọi là Côn Man, với tên khác là Vô Tỳ Man...". Theo nghĩa, Côn 崑 là tên núi Côn Lôn và man 蠻 là lạc hậu, thô lỗ và man rợ. Côn Man 崑蠻 nghĩa là những dân tộc ở xa và lạc hậu. Còn danh từ Vô Tỳ Man, có lẽ Vô Tỳ là một danh từ phiên âm.

## Lịch sử
Năm 1471, Chăm Pa bị quân Đại Việt triệt hạ kinh đô Đồ Bàn. Nước Chăm Pa tới hồi kết, nhiều làn sóng người Chăm di cư sang Campuchia và các quốc gia khác. Cộng đồng người Chăm và người Islam gốc Mã Lai, Java gia tăng thế lực ở Campuchia.
Đến những năm cuối thế kỷ XVII, vương quốc Chăm Pa đã dần biến mất và đến năm 1697, với việc chúa Nguyễn Phúc Chu cho lập phủ Bình Thuận (từ Phan Rang trở về tây) chia làm hai huyện An Phước và Hòa Đa, thì vùng đất Chăm còn lại (Phan Rang trở về đông) đã trở thành phiên thuộc của chúa Nguyễn và mối quan hệ giữa chúa Nguyễn và chúa Chăm là mối quan hệ giữa chính quyền trung ương và địa phương.
Năm 1692, chúa Nguyễn chinh phạt tiểu quốc Panduranga khiến một hoàng thân tên Po Chongchan (Po Choncăin) dẫn theo gia quyến và hơn 5.000 người Chăm bỏ sang Campuchia tị nạn. Những nhóm người này được Chính vương Chey Chettha IV (Nặc Thu) cho định cư dọc xung quanh kinh đô Oudong, bên bờ sông Mê Kông. Vào thời gian này, một số lớn người Chăm và người Che Mạ đã lần lượt kéo nhau sang cư trú tại nước Chân Lạp vì Chân Lạp gần gũi với họ hơn về phương diện văn hóa so với người Việt. Sử Việt gọi nhóm người di cư này là Côn Man.
Nhưng sang tới triều quốc vương Nặc Nguyên (cháu nội Nặc Thu), nhóm người di cư này thường xuyên bị triều Chân Lạp hiếp đáp và quấy nhiễu. Dựa vào lý do này, chúa Nguyễn Võ vương Nguyễn Phúc Khoát quyết định chinh phạt Chân Lạp.
Mùa đông năm Quý Dậu (1753), chúa Nguyễn Phúc Khoát sai Cai đội Thiện Chính (khuyết họ) làm thống suất, Ký lục Nguyễn Cư Trinh làm tham mưu, điều khiển tướng sĩ năm dinh Bình Khang, Bình Thuận, Trấn Biên, Phiên Trấn, Long Hồ đi đánh Nặc Nguyên. Quân chúa Nguyễn tiến đến Ngưu Chử (Bến Nghé), lập dinh trại, kén sĩ tốt, trừ bị thêm nhiều, để làm kế khai thác. Nặc Nguyên sau thua chạy đến Kompong Thom. Mùa xuân năm Ất Hợi (1755), Nguyễn Cư Trinh đón hơn 5000 trai gái dân Côn Man về trú dưới chân núi Bà Đinh (Bà Đen). Chúa sai Cai đội Trương Phúc Du làm Thống suất, dùng người Côn Man dẫn đường để tiến đánh Cầu Nam và Nam Vang và giết được một số Ốc nha. Nặc Nguyên chạy đến Hà Tiên nương tựa đô đốc Hà Tiên là Mạc Thiên Tứ.
Năm 1756, Nặc Nguyên nhờ Mạc Thiên Tứ làm trung gian, đổ lỗi việc sát hại người Côn Man do tướng Chiêu Chùy Ếch gây ra, xin hiến đất hai phủ là Tầm Bôn (Tầm Đôn) và Lôi Lạp (nay là Tân An và Gò Công) để tạ tội.
Chính trong cuộc chinh phạt này, Nghi Biểu Hầu Nguyễn Cư Trinh đã dâng sớ tâu kế "tằm ăn dâu", khuyên Chúa nhận hai phủ mới và cho người Côn Man được định cư tại khu vực biên giới Việt - Chân Lạp để ngăn chặn việc Chân Lạp tái diễn gây hấn nơi biên giới. Trích lời sớ:
"... Thần thấy rợ Côn Man đánh đường bộ rất tài, quân Chân Lạp cũng đã chột dạ. Nếu cho rợ Côn Man ở đấy, sai nó ngăn chống, lấy mọi đánh rợ, cũng là kế hay. Vậy nên xin cho nước Chân Lạp chuộc tội, lấy hai phủ ấy, cho thần xem xét tình thế, đặt luỹ đóng quân, cấp điền sản cho quân dân, chia địa giới, lấy châu Định Viễn để thâu cả toàn bức..."'
Chúa Nguyễn Võ Vương thuận với lời tâu này, thâu nhận hai phủ mới, cho Nặc Nguyên lại làm vua Chân Lạp, và sắp xếp để nhóm người Côn Man định cư tại khu vực Tây Ninh, dưới chân núi Bà Đen.
Mậu dần, Gia Long năm thứ 17 (1818), vua thấy ở sau bảo Châu Đốc nhiều đất bỏ không, sai trấn thần Vĩnh Thanh gọi họp người Đường [Trung Quốc], người Chân Lạp, người Chà Và đến ở, lập phố chợ và khai khẩn chỗ hoang, cấm dân ta không được quấy rối.
Năm 1822, Chánh Chưởng (Cơng Can-Po Chơn), vị vua cuối cùng của Champa rời kinh đô Bal Canar (Tịnh Mỹ - Phan Rí) lưu vong tại Campuchia.
Giáp Ngọ, Minh Mệnh năm thứ 15 (1834), mùa đông, tháng 12, hơn 30 sách người Mán Chàm ở gần thành Quang Hoá thuộc Gia Định, tình nguyện xin phụ thuộc vào nước ta. Ra lệnh cho viên quan đóng ở thủ sở Quang Hoá được kiêm coi quản, chờ sau 3 năm, sẽ chiếu theo như các sách dân Phiên thuộc quốc tịch mà thu thuế.
Một nhóm người Côn Man đã được triều Việt di dời đến An Giang để bố trí phòng thủ biên giới Việt - Chân Lạp nơi thượng nguồn sông Hậu. Dần dần, nhóm này trở thành nhóm xóm Chà Châu Giang, thuộc Châu Đốc tỉnh An Giang ngày nay.